# Lycophidion ornatum
Lycophidion ornatum är en ormart som beskrevs av Parker 1936. Lycophidion ornatum ingår i släktet Lycophidion och familjen snokar. Inga underarter finns listade i Catalogue of Life.
Denna orm förekommer i centrala Afrika från Kongo-Kinshasa till södra Sydsudan och Kenya samt söderut till norra Angola och norra Tanzania. Arten lever i kulliga områden och i bergstrakter mellan 700 och 2700 meter över havet. Habitatet utgörs av skogar och av andra områden med träd. Individerna gräver i lövskiktet och i det översta jordlagret. Födan utgörs av små ödlor. Honor lägger 2 till 6 ägg per tillfälle.
För beståndet är inga hot kända och arten har bra anpassningsförmåga. IUCN kategoriserar arten globalt som livskraftig.